# Автомобильные дороги Кубы
Автомоби́льные доро́ги Кубы — сеть дорог на территории Кубы, объединяющая между собой населённые пункты и отдельные объекты, предназначенная для движения транспортных средств, перевозки пассажиров и грузов.

## История
Первые грунтовые дороги между поселениями появились на острове ещё в колониальный период, когда остров являлся колонией Испании.

### 1898 - 1958
В 1898 году, после окончания войны за независимость Куба перешла под контроль США (американская оккупация острова продолжалась до 20 мая 1902 года, а в 1903 году была принята «поправка Платта», разрешавшая США вводить на Кубу войска без санкции со стороны правительства). Таким образом, Куба была фактически превращена в полуколонию США.
В 1910 году Куба имела слаборазвитую сеть грунтовых дорог общей протяжённостью 1662 км (при этом шоссейных дорог было мало, и они были построены в основном в окрестностях Гаваны), по остальным дорогам было возможно движение только верхом, а перевозка грузов - во вьюках.
В 1931 году началось строительство Центрального шоссе (которое до настоящего времени является основной автомагистралью острова).
В 1950 году общая протяжённость дорог составляла 3,8 тыс. км. К концу 1951 года общая протяженность дорог составляла 3750 км, наиболее важное значение имело Центральное шоссе (1130 км).
В 1958 году общая протяжённость дорог составляла 10,1 тыс. км (из них с твёрдым покрытием - 5,9 тыс. км).

### После 1958 года
После победы Кубинской революции в январе 1959 года США прекратили сотрудничество с правительством Ф. Кастро, ввели санкции против Кубы и стремились воспрепятствовать получению Кубой помощи из других источников. 10 октября 1960 года правительство США установило полное эмбарго на поставки Кубе любых товаров (за исключением продуктов питания и медикаментов). Экономическая блокада Кубы оказала влияние на состояние экономики страны (в том числе, на развитие транспорта). В результате, началось развитие сотрудничества Кубы с СССР и другими социалистическими государствами.
Тем не менее, с 1959 года началось улучшение и развитие дорожной сети, а также создание новых объектов транспортной инфраструктуры (в качестве примера, в сентябре 1959 года был введен в эксплуатацию 110-метровый автомобильный мост "Ponte de Bacunayagua"). Все дороги получили единую нумерацию и дорожные знаки единого образца, была расширена сеть автозаправочных станций и станций техобслуживания.
В начале октября 1963 года на Кубу обрушился ураган «Флора» (один из сильнейших и разрушительных ураганов за всю историю Атлантического региона), за пять дней ливней были размыты ряд участков автомобильных и железных дорог, повреждены объекты транспортной инфраструктуры, но в дальнейшем они были восстановлены. В июле 1966 года был подписан контракт с французской фирмой "Ришар фрер континенталь" на поставку в 1966-1968 гг. на Кубу дорожно-строительного оборудования на сумму 35 млн. песо.
В 1972 году общая протяжённость дорог составляла 18,5 тыс. км (из них с твёрдым покрытием - 8 тыс. км).
В 1979 году общая протяжённость дорог составляла 27 тыс. км, в 1981 году - свыше 27 тыс. км.
В целом, за период с 1959 по 1988 год в стране было построено 35 тыс. км. дорог. В 1988 году протяжённость дорог с твёрдым покрытием составляла 13 тыс. км, к концу 1989 года - 13,3 тыс. км.
16 апреля 2001 года Ф. Кастро в речи, посвящённой 40-летию со дня провозглашения социалистического характера Кубинской революции отметил, что в период после революции 1959 года в стране было построено 48 540 км дорог.
В 2007 году общая протяжённость дорог составляла 63,2 тыс. км (из них с твёрдым покрытием - 11,5 тыс. км).
После урагана "Густав" возникла необходимость восстановления дорожного хозяйства, и в ноябре 2011 года Куба закупила на Челябинском тракторном заводе 40 бульдозеров Б-12 и партию запчастей к ним. В мае 2012 года первые десять бульдозеров прибыли на остров. Также, для устранения последствий ураганов весной 2012 года было подписано соглашение о покупке 52 экскаваторов Ивановского экскаваторного завода "Кранэкс" (EK-270LC, EK-400 и EK-270SL); 27 августа 2012 года первые восемь экскаваторов EK-270LC были отправлены на Кубу.